# انقلاب تابستانی
| تاریخ و زمان (به وقت ایران) انقلابین و اعتدالین روی زمین | تاریخ و زمان (به وقت ایران) انقلابین و اعتدالین روی زمین | تاریخ و زمان (به وقت ایران) انقلابین و اعتدالین روی زمین | تاریخ و زمان (به وقت ایران) انقلابین و اعتدالین روی زمین | تاریخ و زمان (به وقت ایران) انقلابین و اعتدالین روی زمین | تاریخ و زمان (به وقت ایران) انقلابین و اعتدالین روی زمین | تاریخ و زمان (به وقت ایران) انقلابین و اعتدالین روی زمین | تاریخ و زمان (به وقت ایران) انقلابین و اعتدالین روی زمین | تاریخ و زمان (به وقت ایران) انقلابین و اعتدالین روی زمین |
| زمان                                                     | اعتدال بهاری                                             | اعتدال بهاری                                             | انقلاب تابستانی                                          | انقلاب تابستانی                                          | اعتدال پاییزی                                            | اعتدال پاییزی                                            | انقلاب زمستانی                                           | انقلاب زمستانی                                           |
| ماه                                                      | اسفند/ فروردین                                           | اسفند/ فروردین                                           | خرداد/ تیر                                               | خرداد/ تیر                                               | شهریور/ مهر                                              | شهریور/ مهر                                              | آذر/ دی                                                  | آذر/ دی                                                  |
| سال                                                      |                                                          |                                                          |                                                          |                                                          |                                                          |                                                          |                                                          |                                                          |
| سال                                                      | روز                                                      | ساعت                                                     | روز                                                      | ساعت                                                     | روز                                                      | ساعت                                                     | روز                                                      | ساعت                                                     |
| -------------------------------------------------------- | -------------------------------------------------------- | -------------------------------------------------------- | -------------------------------------------------------- | -------------------------------------------------------- | -------------------------------------------------------- | -------------------------------------------------------- | -------------------------------------------------------- | -------------------------------------------------------- |
| ۱۴۰۰                                                     | ۳۰                                                       | ۱۳:۰۷                                                    | ۳۱                                                       | ۰۷:۰۲                                                    | ۳۱                                                       | ۲۲:۵۱                                                    | ۳۰                                                       | ۱۹:۲۹                                                    |
| ۱۴۰۱                                                     | ۲۹                                                       | ۱۹:۰۳                                                    | ۳۱                                                       | ۱۲:۴۴                                                    | ۱                                                        | ۰۴:۳۴                                                    | ۱                                                        | ۰۱:۱۸                                                    |
| ۱۴۰۲                                                     | ۱                                                        | ۰۰:۵۴                                                    | ۳۱                                                       | ۱۸:۲۸                                                    | ۱                                                        | ۱۰:۲۰                                                    | ۱                                                        | ۰۶:۵۷                                                    |
| ۱۴۰۳                                                     | ۱                                                        | ۰۶:۳۷                                                    | ۱                                                        | ۰۰:۲۱                                                    | ۱                                                        | ۱۶:۱۴                                                    | ۱                                                        | ۱۲:۵۰                                                    |
| ۱۴۰۴                                                     | ۳۰                                                       | ۱۲:۳۲                                                    | ۳۱                                                       | ۰۶:۱۲                                                    | ۳۱                                                       | ۲۱:۵۰                                                    | ۳۰                                                       | ۱۸:۳۳                                                    |
| ۱۴۰۵                                                     | ۲۹                                                       | ۱۷:۴۶                                                    | ۳۱                                                       | ۱۱:۵۵                                                    | ۱                                                        | ۰۳:۳۶                                                    | ۱                                                        | ۰۰:۲۰                                                    |

| ساعت | ۰۰:۰۷ | ۱۸:۰۳ | ۰۹:۴۴ | ۰۶:۱۳ |

انقلاب تابستانی (در نیم‌کره شمالی) در ستاره‌شناسی لحظه‌ای است که خورشید از دید ناظر زمینی در بیش‌ترین فاصله زاویه‌ای (۲۳٫۵ درجه) با صفحه استوا در اوج صعودی قرار دارد.
انقلاب تابستانی در نیم‌کرهٔ شمالی تقریباً ۱ تیر «۲۲ ژوئن» (لحظهٔ متوسط سالانة آن ۳۱ خرداد ساعت ۱۷:۵۶ (ایران))، خورشید بر مدار رأس‌السرطان و هم‌زمان با آغاز فصل تابستان است، درحالیکه همین زمان در نیم‌کرهٔ جنوبی آغاز زمستان و لحظهٔ انقلاب زمستانی است و بالعکس.

## در نیمکره شمالی
در نیمکره شمالی متوسط اوج سالانه خورشید در ۳۱ خرداد ساعت ۱۷:۵۶ نصف‌النهاری به وقت ایران می‌باشد. از نظر نجومی در هر چهار سال سه‌بار در آخر خردادماه و یکبار اول تیرماه انقلاب تابستانی رخ می‌دهد و در هر سال یکی از این دو روز که در آن انقلاب تابستانی رخ می‌دهد درازترین روز سال می‌باشد. اما از نظر تقویمی و عرفی انقلاب تابستانی روز اول تیرماه در نظر گرفته می‌شود.
روز انقلاب تابستانی خورشید بیش از هر زمان دیگر (۲۳٫۵ درجه) نسبت به نقطه قطب شمال اوج [ارتفاع] پیدا می‌کند و بر روی مدار رأس‌السرطان در نیمکره شمالی نیز عمود می‌تابد.
وقتی خورشید به این نقطه انقلاب تابستانی می‌رسد هنگام ظهر بیشترین ارتفاع نسبت به افق جنوب ناظر دارد و در شمالی‌ترین سمت نسبت به نقطه افق شرق طلوع کرده و در شمالی‌ترین سمت نسبت به نقطه افق غرب غروب می‌کند؛ و این نشان دهنده آغاز فصل تابستان در نیمکره شمالی است. در این روز ساکنانی که در منطقه راس سرطان زندگی می‌کنند ظهرهنگام خورشید را دقیقاً در بالای سر خود می‌بینند.
در اوایل بهار طول شب و روز تقریباً برابر است و ولی به مرور زمان طول روز بیشتر می‌شود و در زمان انقلاب تابستانی که بلندترین روز سال است به بیشترین ساعات خود می‌رسد و با نزدیک شدن به فصل پاییز کم‌کم روزها کوتاه‌تر شده تا مجدداً در آغاز پاییز به برابری شب و روز بینجامد.

### در ایران
در ایران قدیم طولانی‌ترین روز سال را گرامی می‌داشتند و آن را روز چله تموز می‌نامیدند. که
حالا از بین رفته‌است. چله تابستان اول تیر است.

## در نیمکره جنوبی
در نیمکره جنوبی شرایط دقیقاً برعکس نیمکره شمالی می‌باشد و فصل‌ها متقابل همدیگرند. با انقلاب تابستانی در نیمکره شمالی و آغاز تابستان ساکنان نیمکره جنوبی انقلاب زمستانی و آغاز فصل زمستان را تجربه می‌کنند.

## نگارخانه

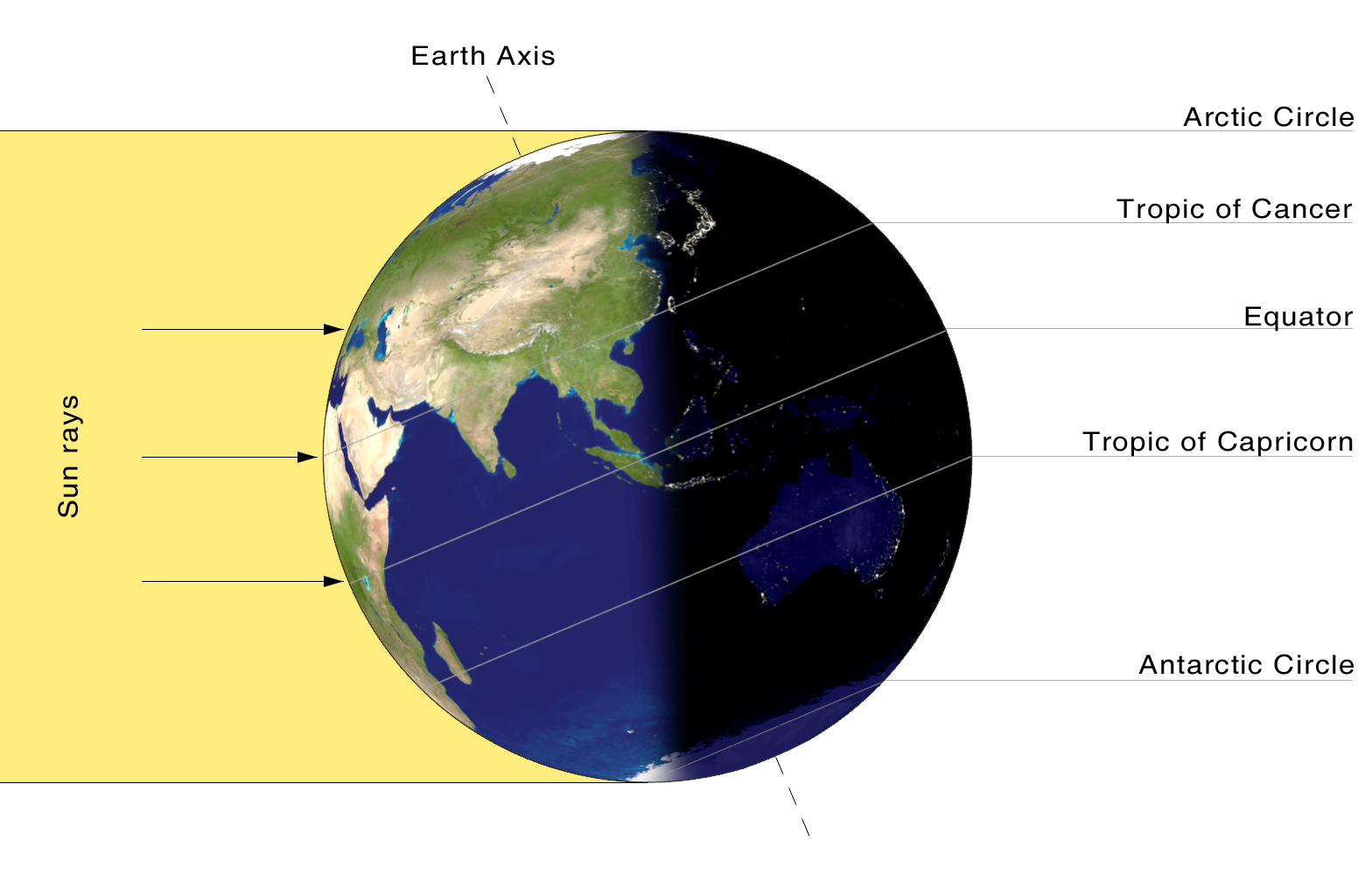
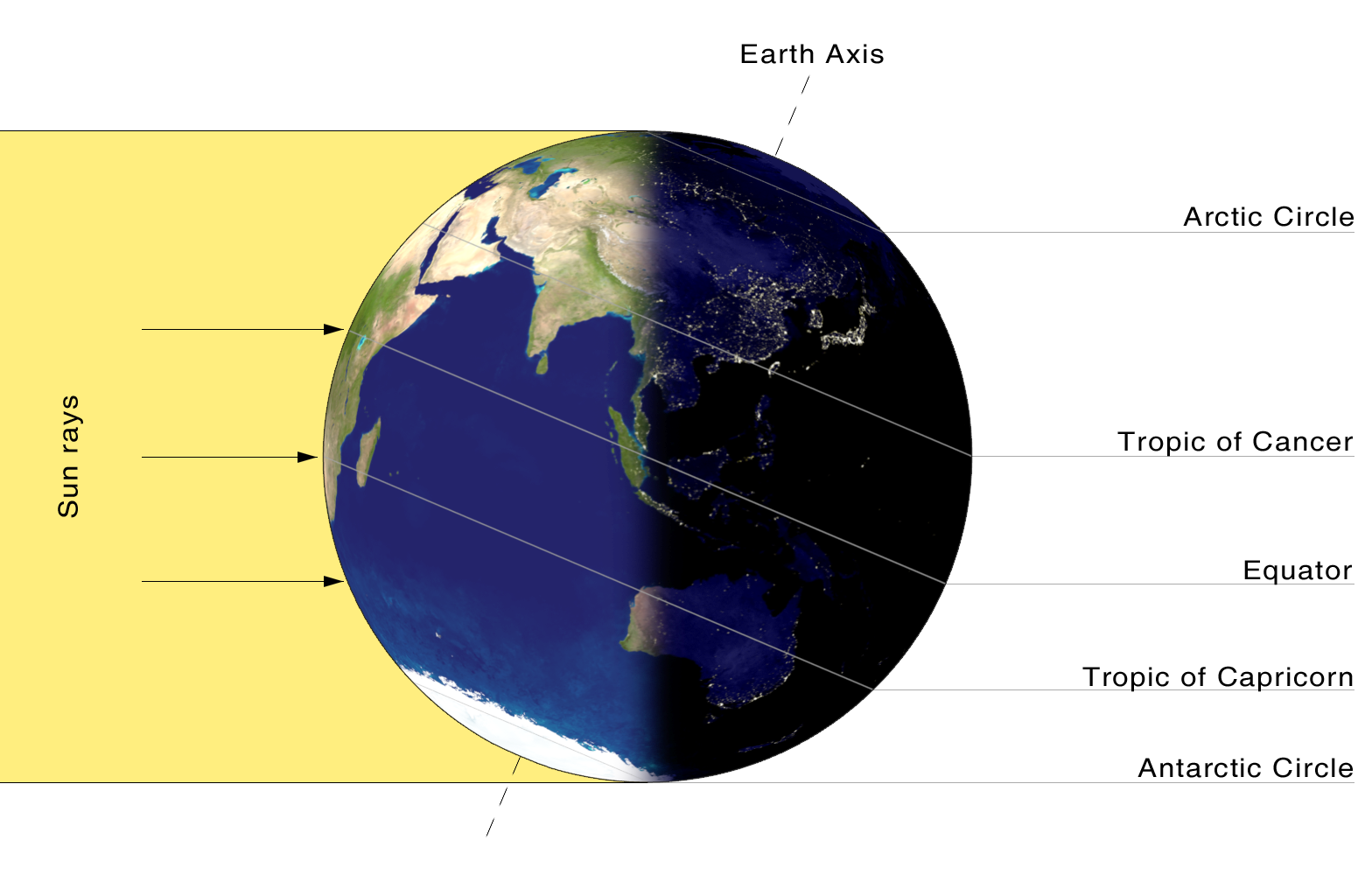
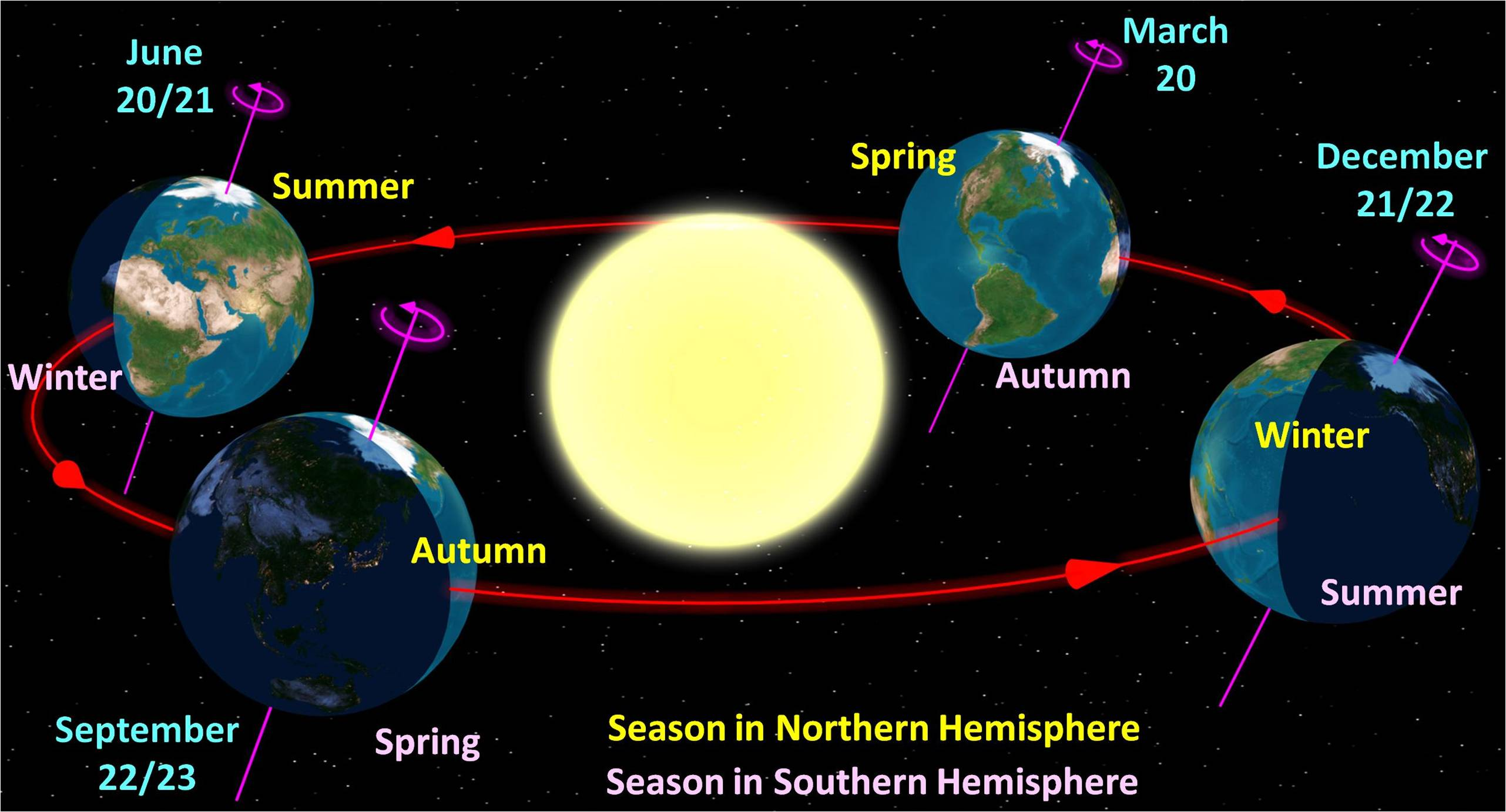
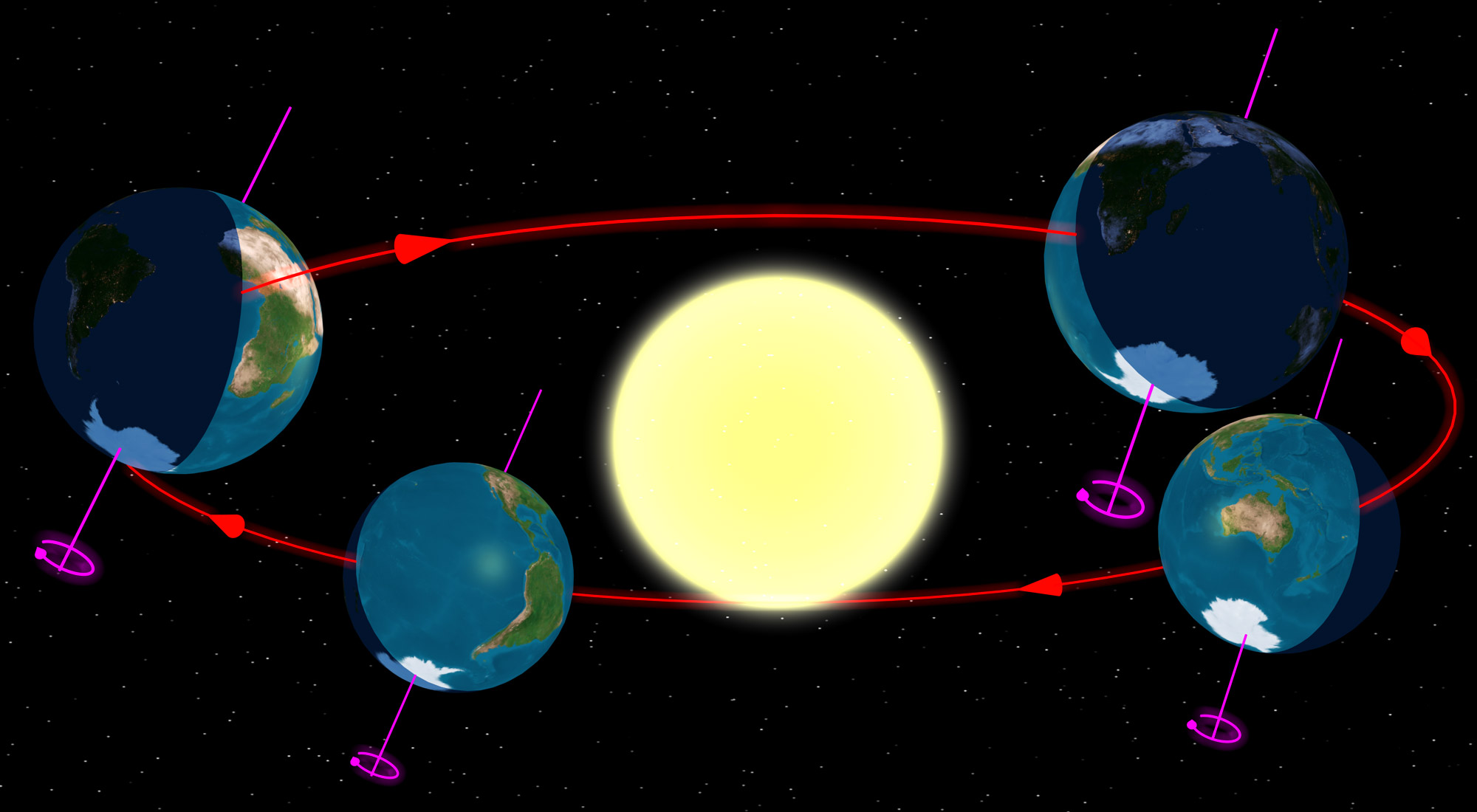